# Blackstar
★ (udtalt Blackstar), er musikeren David Bowies 26. og sidste studiealbum, som blev udgivet på hans 69 års fødselsdag d. 8. januar 2016, 2 dage før hans død af cancer, d. 10. januar.
Ligesom David Bowies tidligere album: The Next Day (2013) blev dette album optaget og produceret i al hemmelighed ved studierne The Magic Shop og Human Worldwide Studios, begge i New York, sammen med producer, og gode ven, Tony Visconti og en jazzgruppe styret af Donny McCaslin, dog i mens Bowie led af kræft i leveren.
Da albummet blev udgivet verden over blev det varmt modtaget. I Danmark lå albummet som nr. 1 på Hitlisten og nr. 17 for enden af året. 
Albummet er blevet beskrevet som David Bowies afskedsgave til hans fans. Dette er til trods for at, Bowie allerede var begyndt at planlægge det næste album, da han, ifølge Tony Visconti, forventede at leve et par måneder længere end han i sidste ende gjorde.
Derudover havde Bowie også hentydet til musikeren Brian Eno, at han var interesseret i at indspille en efterfølger til Bowies yderst eksperimentelle rockalbum fra 1995, 1.Outside, hvorpå Eno var kollaboratør. Dette var allerede en plan Bowie havde luftet tilbage i 1995, da han erklærede 1.Outside den første del i en tetralogi (som senere blev skaleret ned til en trilogi), hvoraf den anden efterfølger skulle hedde 2.Contamination.

## Trackliste
Alle sange er skrevet af David Bowie, medmindre andet er beskrevet.
| #  | Titel                           | Musik                                            | Længde |
| -- | ------------------------------- | ------------------------------------------------ | ------ |
| 1. | "★"                             |                                                  | 9:57   |
| 2. | "'Tis a Pity She Was a Whore"   |                                                  | 4:52   |
| 3. | "Lazarus"                       |                                                  | 6:22   |
| 4. | "Sue (Or in a Season of Crime)" | Bowie, Maria Schneider, Paul Bateman, Bob Bharma | 4:40   |
| 5. | "Girl Loves Me"                 |                                                  | 4:52   |
| 6. | "Dollar Days"                   |                                                  | 4:44   |
| 7. | "I Can't Give Everything Away"  |                                                  | 5:47   |

## Personale
Listen er baseret på ★'s albumnoter.
| Musikere - David Bowie – vokal, akustisk guitar, Fender guitar (på "Lazarus"), stryger arrangement (på "★") - Donny McCaslin – saxofon, fløjte, træblæser - Jason Lindner – klaver, Wurlitzer orgel, keyboards - Tim Lefebvre – bas - Mark Guiliana – trommer,percussion - Ben Monder – guitar - Tony Visconti – strenge (på "★") - James Murphy – percussion (på "Sue (Or in a Season of Crime)" og "Girl Loves Me") - Erin Tonkon – støttevokal (på "'Tis a Pity She Was a Whore") | Produktion - David Bowie – producer, mixer - Tony Visconti – producer, mixer, tekniker - Tom Elmhirst – endelig master mixer - Joe LaPorta – mastering (ved Sterling Sound studiet i Edgewater, New Jersey) - Kevin Killen – tekniker - Kabir Hermon – assisterende tekniker - Erin Tonkon – assisterende tekniker - Joe Visciano – assisterende mixer Omslag - Jonathan Barnbrook – album design - Jimmy King – fotograf - Johan Renck – fotograf ("Dollar Days" billede) - NASA – stjernebillede |